# Buldózer blindado

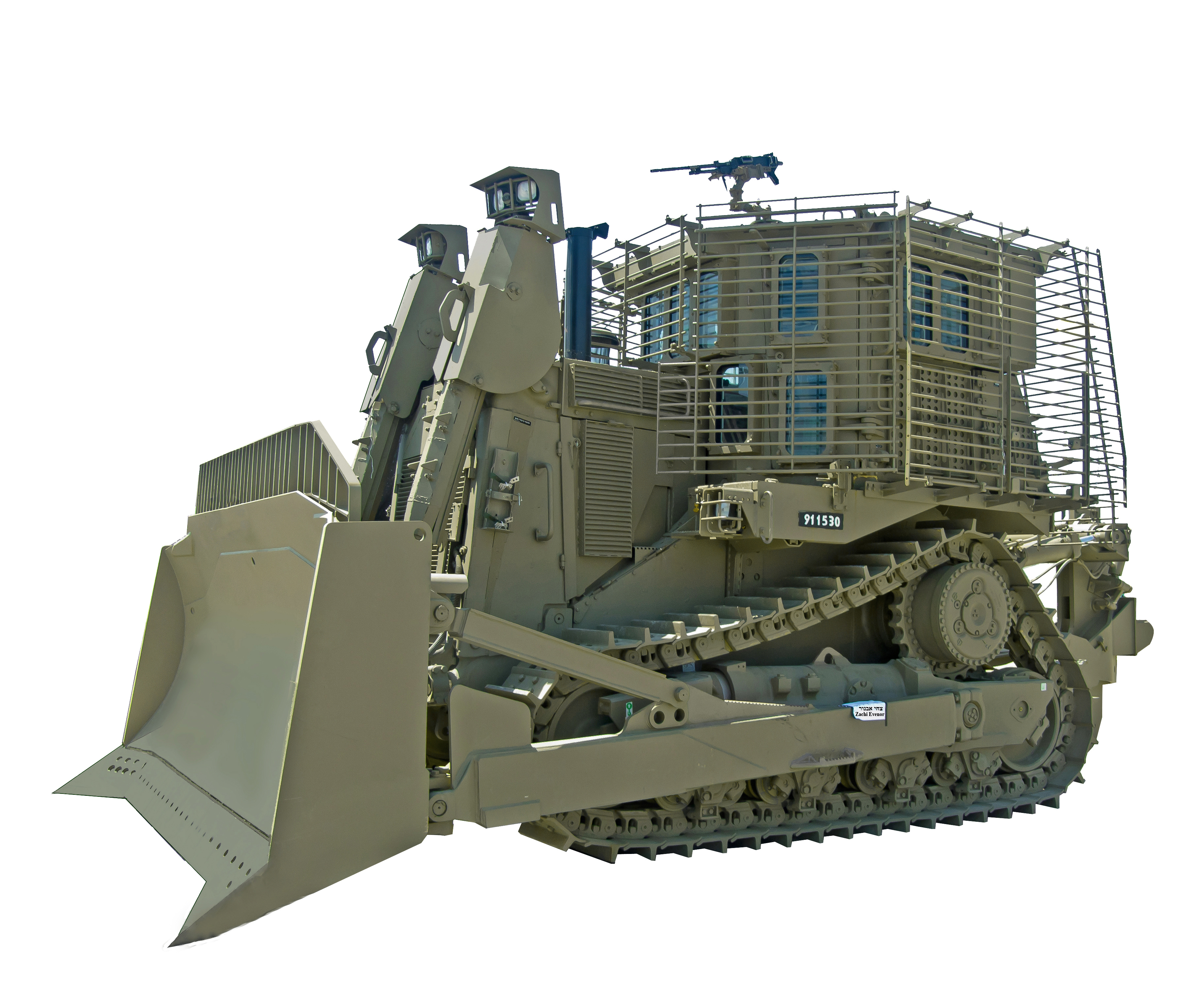
Um Caterpillar D9 da IDF : um buldózer Caterpillar D9R com blindagem israelita usado pelas Forças de Defesa de Israel.

Um buldózer blindado (em português europeu) ou buldôzer blindado (em português brasileiro) é uma ferramenta básica da engenharia de combate. Estes veículos de engenharia de combate combinam as capacidades de movimentação de terra do trator com blindagem que protege o veículo e o seu operador em combate ou próximo dele. A maioria são tratores civis modificados pela adição de blindagem veicular/equipamento militar, mas alguns são tanques despojados de armamento e equipados com uma lâmina de trator. Alguns tanques (chamados tankdozers) têm lâminas de trator, mas mantêm o seu armamento, mas isso não os torna tratores blindados como tal, porque o combate continua a ser a função principal — a movimentação de terra é uma tarefa secundária.

## Segunda Guerra Mundial
O primeiro trator blindado (D7A) foi desenvolvido pelos britânicos durante a Segunda Guerra Mundial. Tratava-se de um trator Caterpillar D7 convencional, equipado com blindagem para proteger o motorista e o motor. O trabalho foi realizado pela Jack Olding & Company Ltd, de Hatfield. O trator foi um dos vários veículos blindados especializados, coletivamente chamados de "Hobart's Funnies", operados pela 79ª Divisão Blindada Britânica em apoio a ataques blindados.
Os tratores de esteira foram produzidas em preparação para a Batalha da Normandia com as tarefas de limpar os obstáculos das praias invadidas e tornar as estradas rapidamente acessíveis por meio da remoção de escombros e preenchimento de crateras de bombas.
À medida que os exércitos aliados avançavam pela Europa, descobriu-se que o trator blindado era demasiado lento — havia a necessidade de um veículo bem blindado, capaz de superar obstáculos e que fosse rápido o suficiente para acompanhar as formações de tanques. Esta necessidade foi atendida pelo Bulldozer Centaur — um tanque Centaur com a torre removida e uma lâmina de trator instalada. Os tratores Centaur ainda estavam em uso pelo Exército Britânico na época da Guerra da Coreia.

## Uso moderno

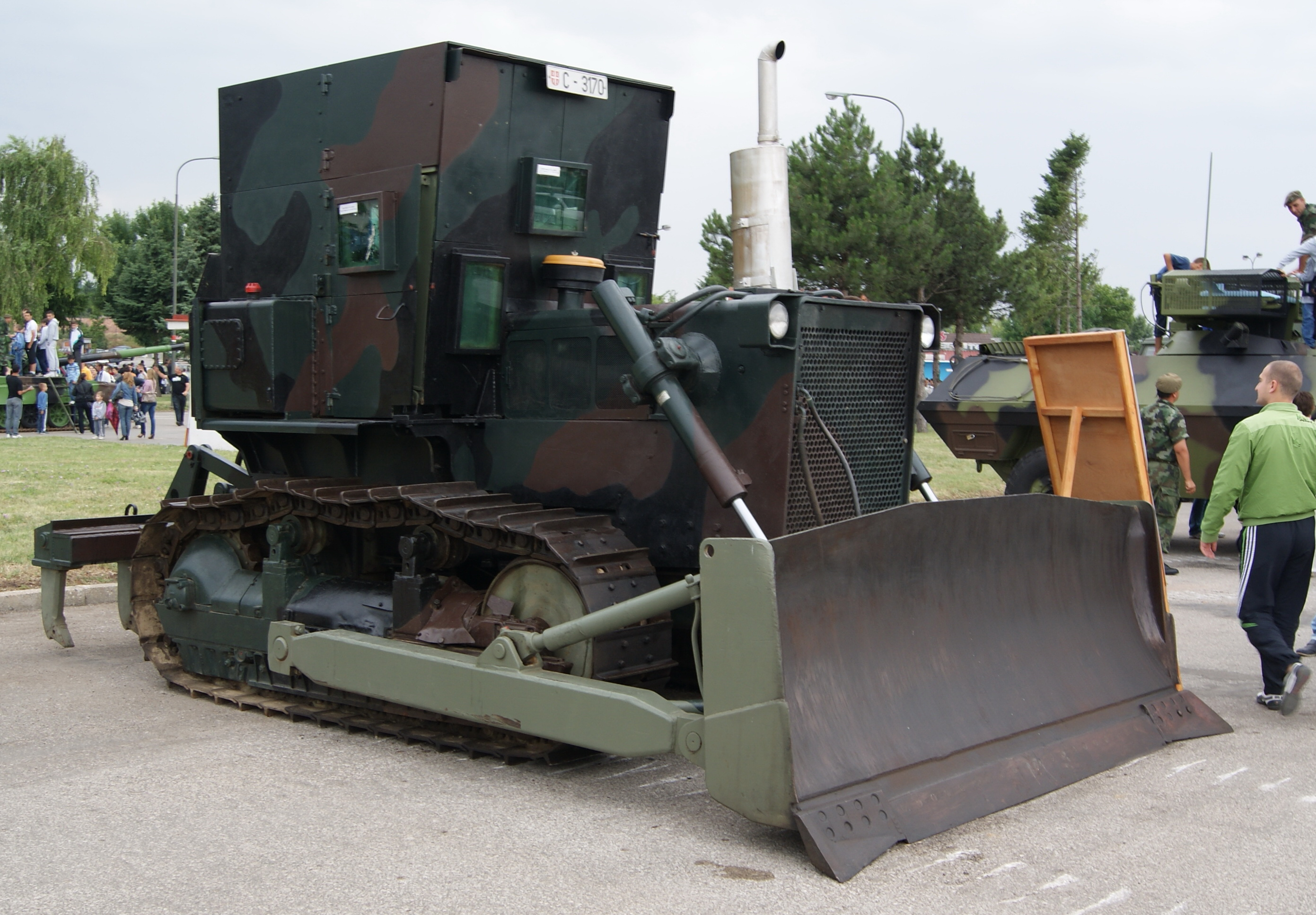
Buldózer blindado das forças armadas sérvias

Os tratores de esteira blindados modernos são frequentemente baseados nos modelos Caterpillar D7 e D9. Os atributos que tornam o D9 popular para grandes projetos de construção tornam-o também desejável para aplicações militares. Ele tem sido particularmente eficaz para as Forças de Defesa de Israel (IDF) e para as Forças Armadas dos Estados Unidos (o Corpo de Fuzileiros Navais e o Exército dos EUA) e o Exército Canadiano no Iraque, ambos usando um kit de blindagem desenvolvido e fabricado por Israel. Após o sucesso do D9 blindado, a Caterpillar Defense Products começou a fabricar e vender buldózeres blindados, principalmente para as Forças Armadas dos Estados Unidos.

### Israel
O Israeli Armored D9 é um trator Caterpillar D9 que foi modificado pelas Forças de Defesa de Israel, pelas Indústrias Militares de Israel e pelas Indústrias Aeroespaciais de Israel para aumentar a capacidade de sobrevivência do trator de esteira em ambientes hostis e permitir que resista a ataques pesados.
O D9R, a última geração de tratores D9 em serviço na IDF, tem uma potência de 405 to 410 horsepower (302 to 306 kW) e força de tração na barra de 71,6 tonnes-force (702 kN). Tem uma tripulação de duas pessoas, um operador e um comandante. É operado pelas unidades TZAMA (צמ"ה = ציוד מכני הנדסי, Equipamento de Engenharia Mecânica ) do Corpo de Engenharia de Israel. 
Após vários incidentes em que palestinos armados se barricaram dentro de casas para evitar a demolição e mataram soldados que tentavam arrombar as entradas, as IDF desenvolveram o "Noal Sir Lachatz" (נוהל סיר לחץ "Protocolo da Panela de Pressão"), no qual D9s e outros veículos de engenharia foram usados para retirá-los, destruindo as casas.
Os militares israeltias usaram extensivamente tratores blindados durante a invasão israelita da Faixa de Gaza . Eles também seriam usados para danificar a infraestrutura durante a operação militar israelita de 2024 na Cisjordânia.
Em 2003, a ativista pela paz norte-americana Rachel Corrie foi morta por um buldózer blindado das IDF em Rafah enquanto tentava impedir a destruição de casas palestinianas no campo de refugiados de Rafah .

### Estados Unidos
Durante a primeira Guerra do Golfo, os Estados Unidos compraram kits de proteção para tratores (TPK) da Israel Military Industries (IMI) para os seus tratores Caterpillar D7.  Os tratores blindados eram usados principalmente em aplicações de remoção de minas. Durante a preparação para a guerra no Iraque em 2003, o Exército dos Estados Unidos comprou vários kits de blindagem D9 das Forças de Defesa de de Israel (IDF) e utilizou-os para produzir D9s igualmente fortificados. Estes foram usados para remover veículos destruídos de estradas, cavar fossos, erguer barreiras de terra e construir fortificações de campo. Os D9s também foram usados para demolir casas que abrigavam atiradores insurgentes. Relatórios militares sobre o conflito no Iraque afirmam que os D9s foram considerados muito eficazes e "receberam avaliações altamente favoráveis de todos os que beneficiaram do seu uso". 

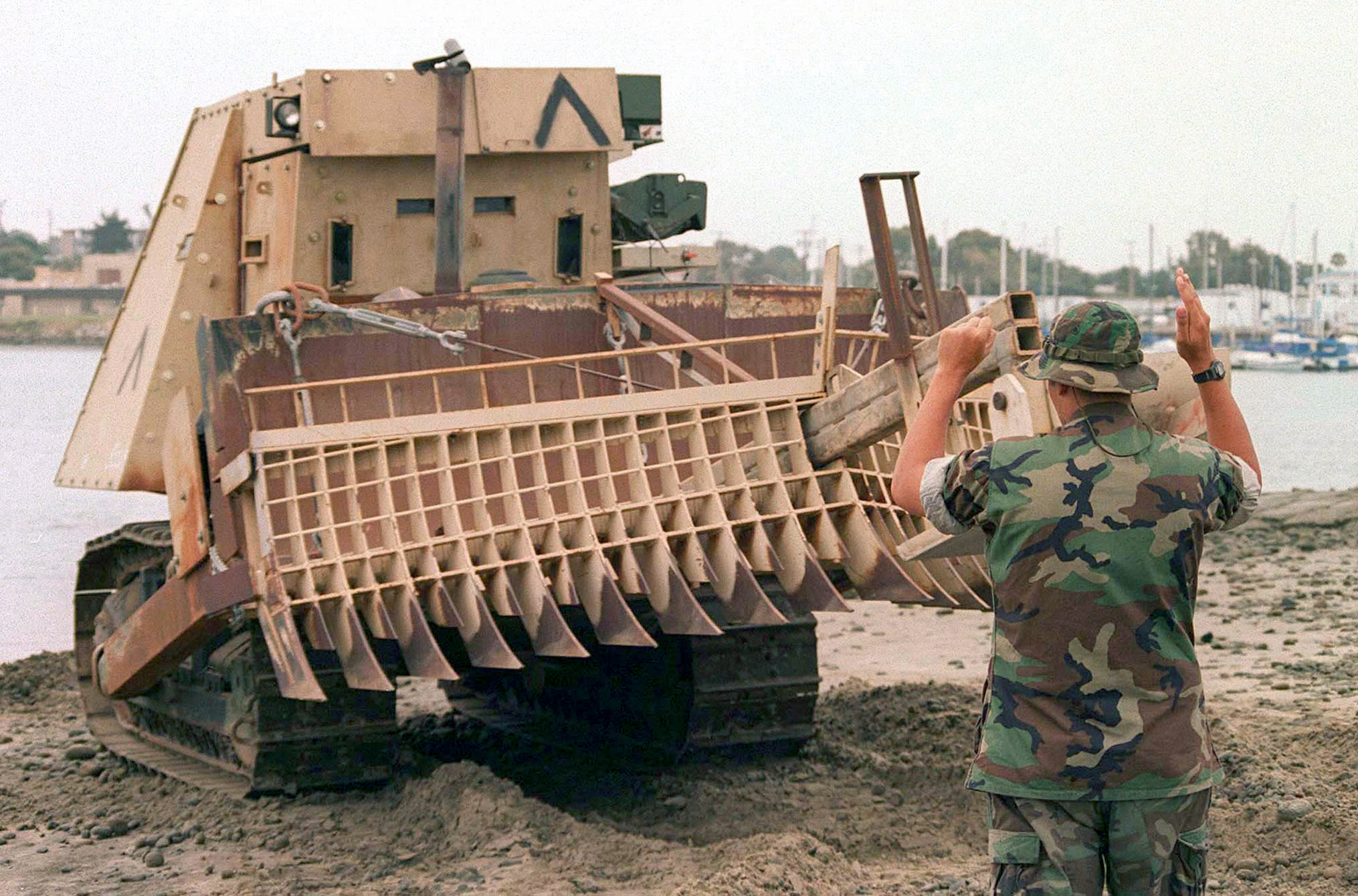
D7 com lâmina de limpeza de minas
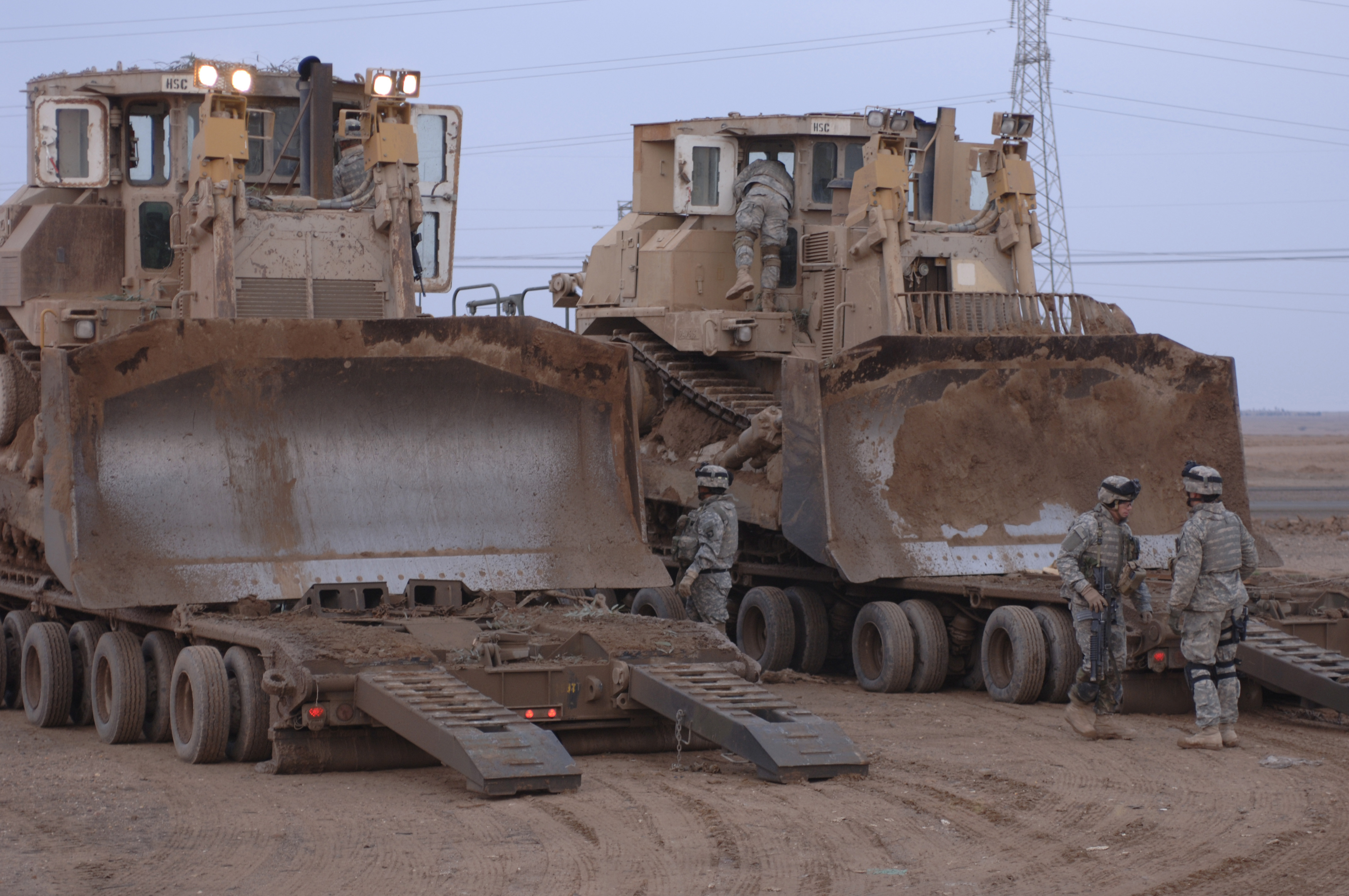
D9Rs do Exército dos EUA com kits de blindagem da IDF israelita

### Outras forças militares
Os militares soviéticos desenvolveram veículos blindados equipados com lâminas de escavadora, a série IMR, com base na plataforma T-72. Eles seriam posteriormente utilizados pela Rússia e pela Ucrânia durante a Invasão Russa da Ucrânia em 2022.